# Солоницы
Солоницы — деревня в Будогощском городском поселении Киришского района Ленинградской области.

## История
Деревня Солоница упоминается на специальной карте западной части России Ф. Ф. Шуберта 1844 года.

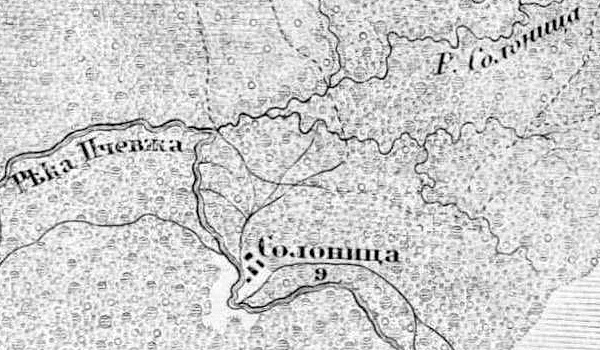
Деревня Солоницы на карте 1872 года

Согласно карте Ф. Ф. Шуберта 1844 года деревня также называлась Солоница и насчитывала 9 крестьянских дворов.

СОЛОНИЦЫ — деревня Порогского общества, прихода погоста Пятницы.
 
Крестьянских дворов — 11. Строений — 12, в том числе жилых — 11. 

Число жителей по семейным спискам 1879 г.: 28 м. п., 39 ж. п.; по приходским сведениям 1879 г.: 23 м. п., 40 ж. п.
 
СОЛОНИЦЫ — усадьба, прихода погоста Пятницы.
 
Строений — 7, в том числе жилых — 2. Число жителей по приходским сведениям 1879 г.: 2 м. п., 1 ж. п.

В конце XIX века деревня административно относилась к Васильковской волости 1-го стана, в начале XX века — Васильковской волости 4-го стана 3-го земского участка Тихвинского уезда Новгородской губернии.

 
СОЛОНИЦЫ — деревня Порогского общества, дворов — 14, жилых домов — 18, число жителей: 52 м. п., 58 ж. п. 

Занятия жителей — земледелие, лесные заработки. Река Пчёвжа. Часовня, жальник и старинное кладбище.

МОНРЕПО (СОЛОНИЦЫ) — усадьба В. Н. Оболенской, дворов — 2, жилых домов — 4, число жителей: 2 м. п., 4 ж. п. 

Занятия жителей — сторожа. Река Пчёвжа. (1910 год)

Согласно карте Петроградской и Новгородской губерний 1915 года деревня называлась Солоница и насчитывала 9 крестьянских дворов.
С 1917 по 1918 год деревня Солоницы входила в состав Васильковской волости Тихвинского уезда Новгородской губернии.
С 1918 года в составе Череповецкой губернии.
С 1927 года в составе Кукуйского сельсовета Будогощенского района.
В 1928 году население деревни Солоницы составляло 169 человек.
С 1932 года в составе Киришского района.

Деревня Солоницы на карте 1932 года

Согласно карте Ленинградской области Северо-западного аэрогеодезического треста ГГУ издания 1932 года деревня насчитывала 17 крестьянских дворов.
По данным 1933 года деревня называлась Солонцы и входила в состав Кукуйского сельсовета Киришского района.
Согласно переписи населения СССР 1939 года в деревне Солоницы проживали 75 мужчин и 85 женщин, всего 160 человек.
С 1963 года в составе Волховского района.
С 1965 года вновь в составе Киришского района. В 1965 году население деревни Солоницы составляло 96 человек.
По данным 1966, 1973 и 1990 годов деревня Солоницы также входила в состав Кукуйского сельсовета.
В 1997 году в деревне Солоницы Кукуйской волости проживали 22 человека, в 2002 году — также 22 (все русские).
В 2007 году в деревне Солоницы Будогощского ГП проживали 22 человека, в 2010 году — 15.

## География
Деревня расположена в восточной части района на автодороге 41К-564 (подъезд к дер. Солоницы), к северу от автодороги 41А-009 (Лодейное Поле — Тихвин — Чудово).
Расстояние до административного центра поселения — 13 км.
К востоку от деревни проходит железнодорожная линия Будогощь — Тихвин. Расстояние до ближайшей железнодорожной станции Будогощь — 12 км.
Деревня находится на левом берегу реки Пчёвжа.

## Демография
| 1879 | 1910 | 1928 | 1965 | 1997 | 2002 | 2007 |
| ---- | ---- | ---- | ---- | ---- | ---- | ---- |
| 70   | ↗118 | ↗169 | ↘96  | ↘22  | →22  | →22  |
| 2010 | 2017 |      |      |      |      |      |
| ↘15  | ↘13  |      |      |      |      |      |

### Национальный состав
Согласно данным Всероссийской переписи населения 2021 года в деревне проживали 29 человек, все русские.

## Улицы
Родниковая, Соснинка.